# Henri II de Luxembourg-Ligny
Henri II de Luxembourg, tué le 14 juillet 1302 à la bataille de Courtrai, est un seigneur de Ligny, de Roussy et de la Roche de 1288 à 1302.
Il succède à son père après la mort de ce dernier à la bataille de Worringen. La Chronique artésienne le cite parmi les morts de la bataille de Furnes (20 août 1297), mais à tort, car il signe en 1300 une charte de donation pour le repos de ses parents. Il est tué à la bataille de Courtrai et son frère Waléran II lui succède.